# デジモンストーリー サンバースト&ムーンライト
『デジモンストーリー サンバースト&ムーンライト』（DIGIMON STORY SUNBURST&MOONLIGHT）は、2007年3月29日にバンダイナムコゲームスより発売されたニンテンドーDS用ゲームソフト。アメリカでは同年9月18日に発売。
『デジモンストーリー』の続編というべき作品だが、ストーリーの関連性は一切ない。

## 概要
基本的なシステムは前作『デジモンストーリー』と同様だが、デジファームがファーム島に置き換えられ、地形ボードやBGMボードを使用することで特定の種族のデジモンの成長率を上げることができる。なお、デジモンの食料は今作では戦闘によって蓄積されず、ファーム内に食料を補給するグッズを設置しなければならない。
進化・退化システムは前作同様存在し、今作で新たにジョグレス進化が導入された。ジョグレス進化には2種類あり、ジョグレスでステータスが変化するものと特定のデジモン同士で新たなデジモンが誕生するものがある。
両バージョンでストーリーの大まかな違いはないが、所属するテイマーチーム、出現するデジモンなどがやや異なり、片方のバージョンでは入手できないものも存在する。基本的にサンバーストではセイ、リュウ、ミズ、トリ種族が、ムーンライトではアンコク、ケモノ、キカイ、ムシクサ種族が出現しやすい。

## ストーリー

### サンバースト
主人公はサンシャインCITYのテイマーチーム、「ライトファング」のノーマルテイマー。
ダークムーンCITYのテイマーチーム、ナイトクロウとの交流戦にて新人ながら三連勝をおさめる。その夜、サンシャインCITYに謎の生命エネルギーが出現する。生命エネルギーはCITYを破壊し、デジモンたちをデジタマに退化させてしまう。さらにサンシャインCITYとダークムーンCITYを繋ぐ橋も崩れ去っていた。
事件にナイトクロウが関わっているとの噂が流れる中、主人公はCITYの復興と生命エネルギーの正体を探るべく、旅に出る。

### ムーンライト
主人公はダークムーンCITYのテイマーチーム、「ナイトクロウ」のノーマルテイマー。
サンシャインCITYのテイマーチーム、ライトファングとの交流戦に向け、バトル修行中に突如デジモンが出現する。主人公はそれを撃破し、さらに交流戦にも勝利する。その夜、ダークムーンCITYに謎の生命エネルギーが出現する。生命エネルギーはCITYを破壊し、デジモンたちをデジタマに退化させてしまう。さらにサンシャインCITYとダークムーンCITYを結ぶ橋も破壊された。
事件にライトファングが関わっているとの噂が流れる中、主人公はCITYの復興と生命エネルギーの正体を探るべく、旅に出る。

## 登場人物
コウ（名前変更可能）
『サンバースト』の主人公。性別を変えることもできる。『ムーンライト』では男性キャラクターとして登場し、熱く無鉄砲な性格の少年。
最初に持っているデジモンはコロナモン、エンジェウーモン、ライズグレイモン。
サヨ（名前変更可能）
『ムーンライト』の主人公。性別を変えることもできる。『サンバースト』では女性キャラクターとして登場し、冷たくも仲間思いな少女。
最初に持っているデジモンはルナモン、ライラモン、マッハガオガモン。